# Wapixana
Els uapixana, també coneguts com a wapichana, wapixana, wapishana, vapidiana, vapixiana, vapixana, oapixana i oapina, són un grup d'indígenes que habita a la zona oriental de l'estat brasiler de Roraima, més concretament a les àrees indígenes d'Anta, Araçá, Barata/Livramento, Bom Jesus, Boqueirão, Canauanim, Jaboti, Jacamim, Malacacheta, Mangueira, Manoá/Pium, Moskow, Pium, Ponta da Serra, Raimundão, Raposa/Serra do Sol, São Marcos, Serra da Moça, Sucuba, Tabalascada, Truaru, i les terres indígenes d'Anaró i Muriruh, així com a la Guiana i a Veneçuela. Viuen al costat dels macuxi i constitueixen la major població arawak del nord amazònic.

## Història
A partir del segle xviii, els uapixana començaren a patir l'assetjament de portuguesos, neerlandesos i anglesos, que capturaven els indígenes per convertir-los en mà d'obra esclava a les fazendas del Brasil i de la Guaiana.El 1997, Joênia Wapixana va estudiar dret i es va convertir en la primera advocada brasilera indígena.

## Cosmologia
Segons els mites uapixana, al principi tots els éssers parlaven. En aquella època, la paraula tindria força creadora, i hauria estat capaç de crear tots els elements de la natura, com ara rius, cascades i muntanyes. Amb el pas del temps, la parla hauria perdut aquesta capacitat creadora. A més, la majoria dels éssers haurien perdut la capacitat de parlar, i només l'espècie humana hauria conservat aquesta capacitat. Els uapixana també creuen en l'existència d'un princípi vital anomenat udorona, present a la parla, a la sang i a la respiració.